# リチャード・ウェルズリー (初代ウェルズリー侯爵)
初代ウェルズリー侯爵リチャード・コリー・ウェルズリー（英: Richard Colley Wellesley, 1st Marquess Wellesley, KG PC PC (Ire)、1760年6月20日 - 1842年9月26日）は、イギリスの政治家、外交官、貴族。
インド総督（当時の職名はベンガル総督。在職1798年-1805年）、外務大臣（在職1809年-1812年）、アイルランド総督（アイルランド統監）（在職1821年-1828年、1833年-1834年）などを歴任した。とりわけインド総督として反英勢力に対する征服戦争と藩王国への支配権強化によってインドにおけるイギリス東インド会社の覇権を確固たるものとしたことで知られる。
生誕直後に父がモーニントン伯爵に叙されてから彼が同爵位を相続する1781年までは「ウェルズリー子爵」を儀礼称号として称した。1781年に第2代モーニントン伯爵位を継承し、1799年にウェルズリー侯爵に叙された。
ナポレオン戦争の英雄として知られる初代ウェリントン公爵アーサー・ウェルズリーは弟にあたる。

## 経歴

### 生い立ち
1760年6月20日、アイルランド貴族の第2代モーニントン男爵ギャレット・ウェズリー(1760年10月2日にモーニントン伯爵に叙される)とその妻アン（初代ダンガノン子爵アーサー・ヒル＝トレヴァーの娘）の間の長男としてアイルランド・ミーズ県・ダンガン城に生まれる。生誕時の名前は「リチャード・ウェズリー」（Richard Wesley）。弟に第3代モーニントン伯爵ウィリアム・ウェルズリー＝ポール、初代ウェリントン公爵アーサー・ウェルズリー、初代カウリー男爵ヘンリー・ウェルズリーらがいる。
ハーロー校を退学した後、イートン・カレッジを経てオックスフォード大学クライスト・チャーチに学ぶ。

### 政界入り
1780年にトリム選挙区から選出されてアイルランド議会の庶民院議員となる。翌1781年に父の死によりモーニントン伯爵位を襲爵し、アイルランド貴族院議員に転じる。
1784年にはバー・オルストン選挙区から選出されてグレートブリテン議会の庶民院議員となる。その直後に小ピット内閣の大蔵卿(Lord of the treasury)の一人に任命されている。1789年にはウェルズリー(Wellesley)に改姓した。
1793年にはイギリス東インド会社を監督するインド庁の委員（Commissioner of the Board of Control）の一人となり、インド統治に関与するようになった。前インド総督(ベンガル総督)の初代コーンウォリス侯爵チャールズ・コーンウォリスと親しくなり、彼からインドについての知識を学んだ。

### インド総督

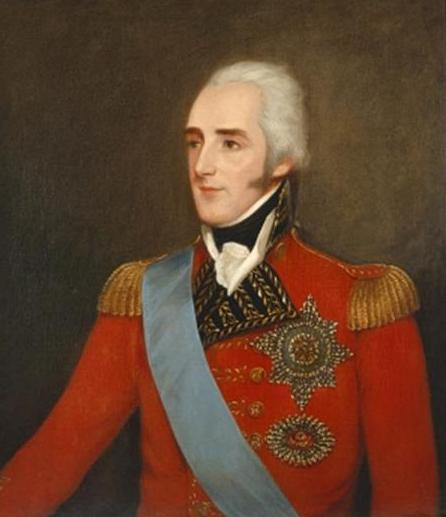
1803年ごろに描かれたウェルズリー侯爵(ロバート・ヒューム画)

小ピットはコーンウォリスをインド総督に再任させ、ウェルズリーをマドラス知事にしようと考えたが、コーンウォリスが辞退したため、ウェルズリーがインド総督に就任することになった。1797年11月に英国を出国し、1798年5月18日から1805年7月30日までインド総督として執務をとった。またこの直前の1797年10月にグレートブリテン貴族爵位のウェルズリー男爵位を与えられ、グレートブリテン貴族院議員に転じた。
彼のインド総督着任時、英国本国はフランスと戦争中であり、南インド・マイソール王国のティプー・スルターンがフランスと同盟してイギリスの脅威となっていた。また北インドではアフガニスタンのザマーン・シャーからたびたび侵入を受けていた。ウェルズリーは、前任者たちの不干渉主義がインド土侯の権力増大やフランス勢力の浸透を許したと感じ、積極的な英国の覇権と勢力圏の拡大に乗り出した。
ニザーム藩王国のニザーム・アリー・ハーンらとの同盟軍をマイソール王国に当たらせ、1799年の第四次マイソール戦争でティプーを滅ぼした。ティプーによって簒奪されていたオデヤ家を復活させ、それに英国との軍事保護条約を結ばせることで英国支配下のマイソール藩王国を創った。また一部のマイソール王国領（カナラとコインバトール）については英国領に編入した。この勝利は英国民を喜ばせ、本国における彼の威信は高まった。1799年12月にはアイルランド貴族爵位ウェルズリー侯爵（Marquess Wellesley）に叙せられた。イギリス東インド会社は戦利品の分け前として10万ポンドの贈与をウェルズリーに申し出たが、ウェルズリーはこれを断り、軍から贈られたティプーの宝石で作った聖パトリック記章のみ受けとっている（この件について英国本国で別居生活を送っていて疎遠になりつつあったヒヤシンス夫人が家計が苦しいのに何故10万ポンドを受け取らなかったのかとなじる手紙を送っている）。
軍事作戦と並行して威圧や協議によって藩王国を属国化していく勢力圏拡大にも努めた。この際に重要だったのは藩王国と軍事保護条約を結ぶことによってイギリス駐留軍の経費負担を受け入れ国に受忍させることだった。これにより英軍は財政力を超える駐留が可能となった。このシステムを編み出したのもウェルズリーであり、これを最初に受け入れたのはニザーム藩王国だった。
1801年にはティプーと内通した廉でアルコットのカルナータカ太守の領土を併合した。また同年アワド太守と軍事保護条約を結んでアワドを藩王国化させるとともに、駐留費の滞納を理由にアワドの領土の半分を併合した。
1803年から1805年にかけてはマラーター同盟勢力打倒のため第二次マラーター戦争を起こし、インド中央部まで進出することに成功した。しかしムクンドワラ峠の戦いでのウィリアム・モンソン大佐(Colonel William Monson)の敗北、初代レイク子爵ジェラルド・レイクのバラトプル包囲戦の失敗などがあり、ウェルズリーの常勝神話が崩れる形となり、本国政府から信頼を失った。
1805年に本国に召還され、強引な勢力圏拡大の弁明を求められた。
しかし彼の治世下でインドにおけるイギリス東インド会社の支配領域は2倍に拡大した。英国勢力がインドの諸勢力の一つに過ぎなかった状況はウェルズリーの登場によって一変し、1818年までに英国勢力が全インドを制する契機となった。

### 帰国後
1807年に、ジョージ3世から第2次ポートランド内閣への入閣を勧められたが、当時議会で彼のインド政策に反対する声が大きかったので、結局辞退した。1809年にスペイン駐箚イギリス特命全権大使となり、半島戦争の協議にあたった。
ついで同年12月から1812年3月にかけてパーシヴァル内閣で外務大臣を務めたが。半島戦争の指揮を執る弟の初代ウェリントン公爵アーサー・ウェルズリーへの援助の少なさに対する抗議の意味から1812年3月に外務大臣を辞し、しばらく政界引退した。1812年5月にスペンサー・パーシヴァル首相が暗殺された際には首相候補に名前が挙がったが、実現しなかった。
選挙法改正（選挙権拡大）には強く反対したが、カトリック解放（カトリックに政治的権利を認める）には前向きだった。
1821年、アイルランド総督に就任。かねてから関心を持っていたカトリック解放運動の解決が大いに期待されたものの、実現しなかった。1830年から1833年まで王室家政長官（Lord Steward; 王室家令長）を務め、1833年アイルランド総督に再任。1835年に宮内長官（Lord Chamberlain; 王室侍従長）となった。
1835年中に公職を辞して引退した。
1842年9月26日に死去。爵位を継承できる男子は残しておらず、ウェルズリー侯爵位とウェルズリー男爵位は廃絶した。モーニントン伯爵位をはじめとする父から受け継いだ爵位は、弟の初代メアリーバラ男爵ウィリアム・ウェルズリー＝ポールに継承された。

## 栄典

### 爵位
1781年5月22日の父の死により以下の爵位を継承した。
- 第2代モーニントン伯爵 (2nd Earl of Mornington)
(1760年10月2日の勅許状によるアイルランド貴族爵位)
- ミース県におけるダンガン城の第2代ウェルズリー子爵 (2nd Viscount Wellesley, of Dangan Castle in the County of Meath)
(1760年10月2日の勅許状によるアイルランド貴族爵位)
- ミース県におけるモーニントンの第3代モーニントン男爵 (3rd Baron Mornington, of Mornington in the County of Meath)
(1746年7月9日の勅許状によるアイルランド貴族爵位)

1797年10月20日に以下の爵位を新規に叙された。
- サマセット州におけるウェルズリーの初代ウェルズリー男爵 (1st Baron Wellesley, of Wellesley in the County of Somerset)
(勅許状によるグレートブリテン貴族爵位)

1799年12月2日に以下の爵位を新規に叙された
- 初代ウェルズリー侯爵 (1st Marquess Wellesley)
(勅許状によるアイルランド貴族爵位)

### その他
1783年、創設された聖パトリック勲章の最初の受勲者の一人となる。1793年、グレートブリテン王国の枢密顧問官に列せられた。また父と同様にフリーメイソンに加入し、トリム・ロッジNo.494のマスターを経て、アイルランド・グランドロッジのグランドマスターとなった。

## 家族

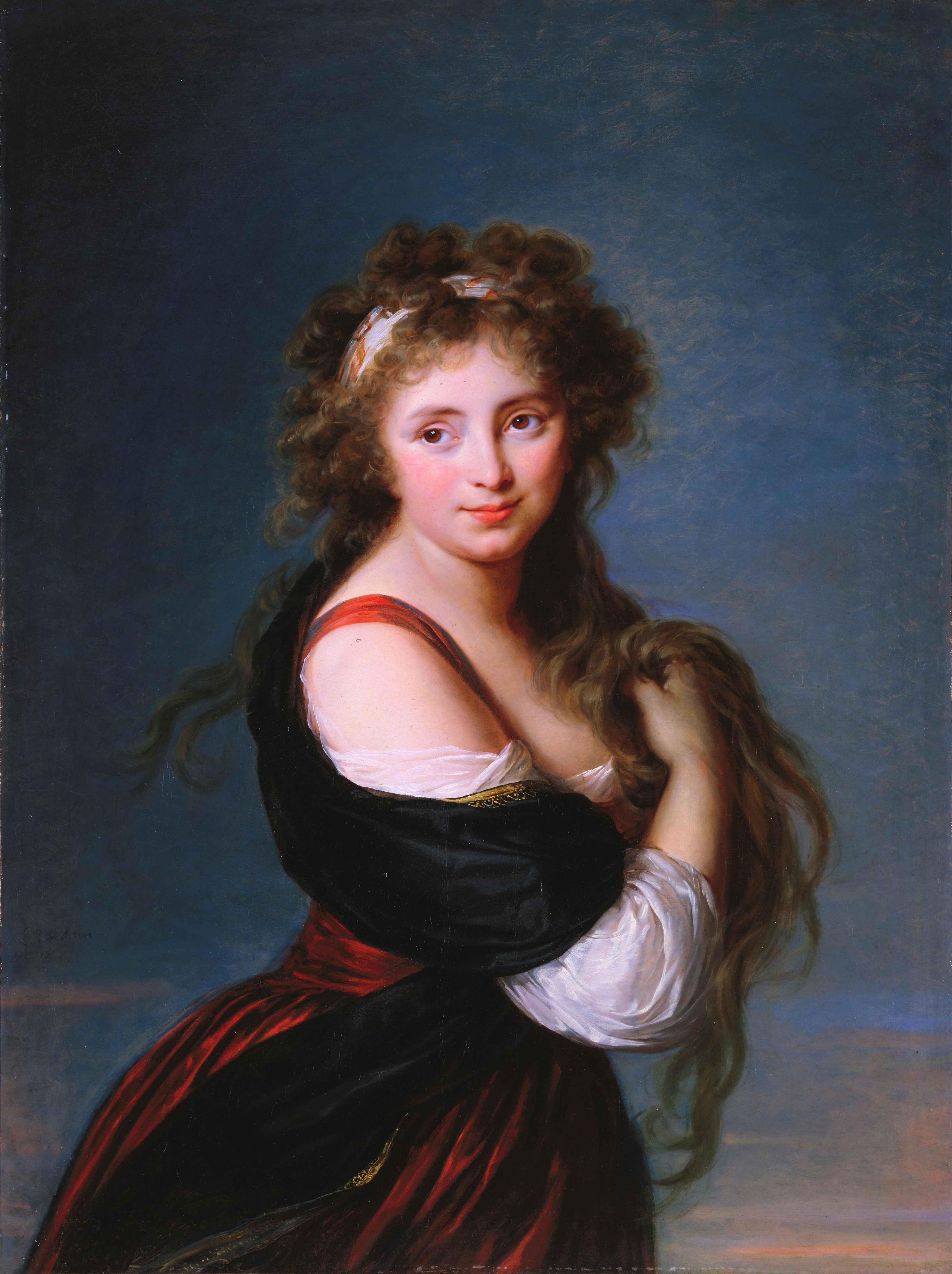
ヴィジェ＝ルブランの描いた最初の妻ヒヤシンス・ガブリエル・ロラン

彼は20代のころから、パレ・ロワイヤルの女優ヒヤシンス・ガブリエル・ロランと同棲していた。彼女とは1794年11月に正式に結婚するが、それまでに生まれていた3男2女の子供たちは庶子扱いとなり、モーニントン伯位とウェルズリー侯位を継げなかった。その結果、ウェルズリー侯爵の没後、ウェルズリー侯爵家は断絶し、モーニントン伯爵の称号は弟のウィリアムに譲られた。ヒヤシンスとの間に生まれたアン・ウェルズリーは、エリザベス (ジョージ6世妃)の先祖にあたる。ヒヤシンスの死後、ボルティモアの資産家の娘マリアンヌ・パターソン（ジェローム・ボナパルトの最初の妻エリザベス・パターソンの親族）と再婚するが、子供はなかった。
ヒヤシンスとの間に儲けた子は以下の通り。
- 長男リチャード・ウェルズリー（英語版） (1787–1831) 庶民院議員
- 長女アン・ウェルズリー（英語版） (1788–1875), はじめ第7代準男爵（英語版）サー・ウィリアム・アビー（英語版）と結婚。ついでチャールズ・ベンティンク（英語版）中佐と結婚
- 次女ヒヤシンス・メアリー・ウェルズリー (1789–1849) 初代ハザ―トン男爵（英語版）エドワード・リトルトン（英語版）
- 次男ジェラルド・ウェルズリー (1792–1833) イギリス東インド会社で勤務[19]
- 三男ヘンリー・ウェルズリー (1794–1866) オックスフォードのニュー・イン・ホール（英語版）の学長[20]